# 膜萼花属
膜萼花属（学名：Tunica）是石竹科下的一个属，为一年生或多年生草本植物。该属共有膜萼花等约30种，分布于欧洲。